# STS-51-J
STS-51-J est la 1re mission de la navette spatiale Atlantis. Elle a assuré le transport d'un chargement pour le département de la défense américain.

## Équipage
- Commandant : Karol J. Bobko (3)  États-Unis
- Pilote : Ronald J. Grabe (1)  États-Unis
- Spécialiste de mission 1 : David C. Hilmers (1)  États-Unis
- Spécialiste de mission 2 : Robert L. Stewart (2)  États-Unis
- Spécialiste de mission 3 : William A. Pailes (1)  États-Unis

Le chiffre entre parenthèses indique le nombre de vols spatiaux effectués par l'astronaute.

## Paramètres de la mission
- Masse :
  - Navette au décollage : secret défense
  - Navette à l'atterrissage : 86 400 kg
  - Charge utile : 19 968 kg
- Périgée : 476 km
- Apogée : 486 km
- Inclinaison : 28,5°
- Période : 94,2 min